# Spirostreptus inconstans
Spirostreptus inconstans är en mångfotingart som beskrevs av Carl 1914. Spirostreptus inconstans ingår i släktet Spirostreptus och familjen Spirostreptidae. Inga underarter finns listade i Catalogue of Life.